# اکسریج
latitudeاکسریجlongitudeاکسریج
اکسریج (به انگلیسی: Axbridge) یک منطقهٔ مسکونی در انگلستان است که در جنوب غربی انگلستان واقع شده‌است.

## خصوصیات
اکسریج ۲٬۰۵۷ نفر جمعیت دارد.